# Good Morning Babilonia
 (février 2015).
Si vous disposez d'ouvrages ou d'articles de référence ou si vous connaissez des sites web de qualité traitant du thème abordé ici, merci de compléter l'article en donnant les références utiles à sa vérifiabilité et en les liant à la section « Notes et références ».
Pour plus de détails, voir Fiche technique et Distribution.
Good Morning Babilonia est un film franco-italien (avec coparticipation américaine) réalisé par Paolo et Vittorio Taviani, sorti en 1987.

## Synopsis
En 1913 dans la Toscane, le maître maçon Bonnano restaure une église, aidé par ses sept fils dont deux, Nicola et Andrea, qui décident d'aller tenter leur chance aux États-Unis. Ils iront de déconvenue en désillusion, jusqu'à ce jour de 1914 où le hasard les mène à San Francisco. Là-bas, le réalisateur David Wark Griffith prépare son nouveau film, Intolérance, et engage deux maîtres maçons italiens pour en réaliser les décors. Les deux frères se font passer pour eux mais leur supercherie découverte, se font renvoyer. Ils rencontrent alors deux figurantes de la production, Edna et Mabel, qui les poussent à réaliser une sculpture monumentale en carton-pâte, d'un éléphant. Ils parviennent à la présenter au metteur en scène qui, impressionné, les embauche.

## Fiche technique
- Réalisation : Paolo et Vittorio Taviani
- Scénario : Paolo et Vittorio Taviani et Tonino Guerra, d'après une idée de Lloyd Fonvielle
- Photographie : Giuseppe Lanci, couleurs
- Directeur artistique : Gianni Sbarra
- Costumes : Lina Nerli Taviani
- Chorégraphie : Gino Landi
- Musique : Nicola Piovani
- Montage : Roberto Perpignani
- Producteurs : Giuliani G. De Negri et Marin Karmitz
- Productrice associée : Milena Canonero
- Sociétés de production : MK2 Productions et Films A2 / Filmtre et RAI - Radiotelevizione italiana / Edward R. Pressman Film Corporation (EPFC)
- Genre : drame
- Durée : 118 minutes
- Dates de sortie :
  - Italie : mai 1987
  - France : 13 mai 1987
  - Présenté hors compétition au Festival de Cannes 1987

## Distribution
- Vincent Spano : Nicola Bonnano
- Joaquim de Almeida : Andrea Bonnano
- Greta Scacchi : Edna
- Désirée Nosbusch (créditée Désirée Becker) : Mabel
- Omero Antonutti : Le père Bonnano
- Charles Dance : D.W. Griffith
- Margarita Lozano : La vénitienne
- Bérangère Bonvoisin : Mme Griffith
- David Brandon : Grass, directeur de production de Griffith
- Brian Freilino : Thompson, assistant de Griffith
- Massimo Venturiello : Duccio Bonnano
- Andrea Prodan : Le cameraman irlandais

## Genèse
- Alors que des producteurs américains essayaient d'entrer en contact avec eux, les frères Taviani, extrêmement réticents, se montrèrent, des mois durant, insensibles à leurs appels. Un jour, pourtant, les gens d'Hollywood se firent plus pressants et Ed Pressman, un producteur américain, vint lui-même à Rome pour dire aux deux frères : "Nous voulons un film comme Padre padrone ou comme La Nuit de San Lorenzo."
- Pendant que les frères Taviani mettaient le point final à Kaos, ils reçurent, plus tard, un courrier contenant l'histoire proposée par Lloyd Fonvielle. Celle-ci relate un épisode célèbre dans l'histoire du cinéma américain : au cours du tournage d' Intolérance, David Wark Griffith est sujet à de terribles interrogations. En visionnant Cabiria (1914), il vient de prendre conscience que les décors de sa Babylone ne peuvent être idéalement réalisés que par les artisans italiens qui ont travaillé sur le film de Giovanni Pastrone. De surcroît, il visite l'Exposition universelle de San Francisco de 1914, dans laquelle il peut admirer la tour des Joyaux, construite par des ouvriers-architectes italiens. Il s'efforce, dès lors, de faire rechercher ces artisans en Italie et de les ramener aux États-Unis. Les frères Taviani racontent : "À peine l'avons-nous lue, cette idée nous a tout de suite beaucoup stimulés. Les trois ouvriers se sont transformés en deux frères et de là est né notre sujet puis notre scénario. (...) aussi bien au niveau du scénario qu'au niveau du choix des acteurs, du tournage et du montage, ils (les producteurs américains) nous ont laissé la plus grande liberté." (entretien au pluriel, Jean A. Gili)

## Analyse

### Architecture et cinéma
- Good Morning, Babylon établit un parallèle entre l'art des bâtisseurs de cathédrales et celui du cinéma, du moins tel qu'il fut conçu à l'origine. Paolo Taviani affirme, à ce sujet : " (...) la forme d'expression la plus haute de ce siècle, c'est le cinéma, et comme les cathédrales, le cinéma est aussi le fruit de la collaboration de nombreuses personnes. (...) Le cinéma est l'œuvre d'un auteur, mais cet auteur est fait aussi des nombreuses personnes qui travaillent avec lui. Cela ne se retrouve pas dans les formes d'art comme la peinture ou la littérature. Par contre, le travail collectif existe dans l'architecture et seulement à certains moments de l'histoire de la peinture (...) Les artistes naissaient dans un climat d'artisanat, des artisans qui travaillent ensemble à la réalisation de quelque chose. Dans le film, nos deux protagonistes sont deux artisans, ce ne sont pas deux artistes qui arrivent à Hollywood. L'Hollywood que nous avons essayé de représenter est le lieu de rencontre d'une multitude d'artisans." Et Vittorio Taviani d'illustrer les propos de son frère en établissant l'évidence que "la famille des Bonanno (les héros du film), qui a derrière elle mille ans d'expérience dans le travail de la pierre, a une conscience culturelle de son métier. Au contraire, les jeunes qui étaient à Hollywood avaient en main leur métier de manière quasi inconsciente, non certes culturelle. Ils possédaient leur instrument de travail de façon très pragmatique, pragmatisme qui caractérise généralement les Américains. Mais, au fond, c'est le même esprit qui les unissait. En relisant tout ce que les témoins de l'Hollywood d'alors ont écrit, nous avons constaté que, de manière très ingénue et parfois de façon très émouvante, ils mettaient en commun leurs découvertes. (...) Au fond, c'est comme ça que Griffith a peu à peu découvert tous les divers éléments du langage cinématographique, par exemple, le premier plan." (entretien au pluriel, Jean A. Gili)

### Musique et cinéma
- La musique joue un rôle dramaturgique essentiel dans le cinéma des frères Taviani. Paolo Taviani s'explique : "Nous l'avons souvent répété, la musique fait partie de notre travail d'écriture du film. Quand nous écrivons un film, nous écrivons non comme des scénaristes, mais comme des metteurs en scène. (...) Et quand nous disons ici arrivera la musique, quelquefois nous savons déjà quelle musique ce sera, par exemple dans le cas de Good Morning Babylon, un extrait de La Pie voleuse de Rossini ou La Vergine degli angeli de La Force du destin de Verdi chanté par les artisans dans le train. (...) Ce sont des instruments narratifs qui font partie du film." Vittorio Taviani nuance, pour sa part, cette opinion fondamentale en indiquant : "Réussir à toujours partir du film, c'est bien ; cependant, cela ne signifie pas qu'on ne puisse pas utiliser à certains moments une intervention musicale autonome, naturellement liée à un choix précis." (entretien au pluriel, Jean A. Gili)
- Cette conception du rapport entre musique et cinéma entre en correspondance avec le choix de Nicola Piovani, comme maître-musicien attitré des films des frères Taviani. Vittorio Taviani commente ainsi le travail de Nicola Piovani : "Au stade du scénario, du montage et du mixage, Nicola réagit autant comme musicien que comme homme du cinéma, (...) Lui, l'homme du son, fait vraiment un discours sur l'image ; il est très à l'intérieur du cinéma." (entretien au pluriel, Jean A. Gili) Aucun  des éléments constitutifs du cinéma des frères Taviani n'est donc compartimenté. Tous s'efforcent de vivre et d'évoluer en d'étroites relations fusionnelles.

### La figure paternelle
- Récurrente, l'image du père s'impose, de film en film, dans l'œuvre des frères Taviani. Elle s'incarne, en l'occurrence, sous les traits de l'acteur Omero Antonutti. Vittorio Taviani décrit ce père à travers leurs réalisations : " (...) tragique, flamboyant, obscur dans Padre padrone, on le retrouve aussi dans La Nuit de San Lorenzo avec la figure du paysan qui conduit le groupe des fuyards. (...) Je crois que dans Good Morning, Babylon le père représente le lien avec le passé, avec tout ce dont on naît pour devenir créatif. (...) Comme le dit Léonard de Vinci : "Nous sommes des nains juchés sur des épaules de géants." (NB: Cette citation est en fait attribuée à Bernard de Chartres). Et alors ce père, avec ses formes autoritaires, est pour ses fils la garantie de la route qu'ils empruntent." (entretien au pluriel, Jean A. Gili, Éditions Institut Lumière-Actes Sud)